# Thomas J. Steele
Thomas Jefferson Steele (* 19. März 1853 bei Rushville, Rush County, Indiana; † 20. März 1920 in Sioux City, Iowa) war ein US-amerikanischer Politiker. Zwischen 1915 und 1917 vertrat er den Bundesstaat Iowa im US-Repräsentantenhaus.

## Werdegang
Thomas Steele besuchte die öffentlichen Schulen seiner Heimat und das Axline Seminary in Fairfax (Iowa). Danach war er im westlichen Iowa als Lehrer tätig. Außerdem studierte er in Sheldon Jura. Er hat aber nicht als Rechtsanwalt gearbeitet. Stattdessen beteiligte er sich am Eisenwarenhandel und am Bankgeschäft in Wayne (Nebraska). Zwischen 1884 und 1886 war er bei der Kreisverwaltung des Wayne County in Nebraska angestellt. Im Jahr 1897 zog er nach Sioux City in Iowa, wo er als Viehhändler arbeitete.
Politisch war Steele Mitglied der Demokratischen Partei. Bei den Kongresswahlen des Jahres 1914 wurde er im elften Wahlbezirk von Iowa in das US-Repräsentantenhaus in Washington, D.C. gewählt. Dort trat er am 4. März 1915 die Nachfolge des Republikaners George Cromwell Scott an, den er bei der Wahl geschlagen hatte. In den 50 Jahren von dessen Bestehen blieb Steele der einzige Demokrat, der den elften Wahlbezirk im Kongress vertrat. Ansonsten wurde dieser Distrikt von den Republikanern beherrscht.
Bei den folgenden Wahlen des Jahres 1916 verlor Steele wieder gegen Scott. Er legte erfolglos gegen den Wahlausgang Widerspruch ein. Damit musste er am 4. März 1917 sein Mandat wieder an Scott abtreten. Im Jahr 1918 scheiterte eine weitere Kandidatur für seine Rückkehr in den Kongress. Nach dem Ende seiner politischen Tätigkeit arbeitete Scott wieder als Viehhändler in Sioux City. Dort ist er im März 1920 auch verstorben.